# Tanza
Tanza is een gemeente in de Filipijnse provincie Cavite. Bij de laatste census in 2007 had de gemeente bijna 172 duizend inwoners.

## Geografie

### Bestuurlijke indeling
Tanza is onderverdeeld in de volgende 41 barangays:
| - Amaya I - Amaya II - Amaya III - Amaya IV - Amaya V - Amaya VI - Amaya VII - Bagtas - Barangay I - Barangay II - Barangay III - Barangay IV - Biga - Biwas | - Bucal - Bunga - Calibuyo - Capipisa - Daang Amaya I - Daang Amaya II - Daang Amaya III - Halayhay - Julugan I - Julugan II - Julugan III - Julugan IV - Julugan V - Julugan VI | - Julugan VII - Julugan VIII - Lambingan - Mulawin - Paradahan I - Paradahan II - Punta I - Punta II - Sahud Ulan - Sanja Mayor - Santol - Tanauan - Tres Cruses |

## Demografie
Tanza had bij de census van 2007 een inwoneraantal van 171.795 mensen. Dit zijn 61.278 mensen (55,4%) meer dan bij de vorige census van 2000. De gemiddelde jaarlijkse groei komt daarmee uit op 6,27%, hetgeen hoger is dan het landelijk jaarlijks gemiddelde over deze periode (2,04%). Vergeleken met de census van 1995 is het aantal mensen met 93.956 (120,7%) toegenomen.

De bevolkingsdichtheid van Tanza was ten tijde van de laatste census, met 171.795 inwoners op 95,59 km², 1797,2 mensen per km².

## Geboren in Tanza
- Justiniano Montano (5 september 1905), politicus (overleden 2005).